# Sarobeia angelinae
Sarobeia angelinae är en fjärilsart som beskrevs av Orfila och Schajovski 1962. Sarobeia angelinae ingår i släktet Sarobeia och familjen mätare. Inga underarter finns listade.